# Casa Caccia Dominioni
Casa Caccia Dominioni è un edificio residenziale di Milano, posto in piazza Sant'Ambrogio al civico 16, nel centro storico della città.
Costruita dall'architetto Luigi Caccia Dominioni come dimora della famiglia nobile alla quale apparteneva, costituisce un esempio di architettura moderna che affronta il tema dell'inserimento in un ambiente storico.

## Storia
L'edificio, sito in piazza Sant'Ambrogio di fronte all'omonima basilica, fu costruito dal 1947 al 1949 dall'architetto Luigi Caccia Dominioni come residenza di famiglia, sul luogo già occupato dall'antico palazzo gravemente danneggiato dai bombardamenti della seconda guerra mondiale.
Inizialmente, la Soprintendenza ai Monumenti aveva imposto la conservazione della facciata neoclassica; tuttavia, essendosi constatati i gravi danni, fu approvata la costruzione del nuovo edificio, mantenendo comunque una particolare attenzione all'inserimento nell'ambiente storico della piazza.
È sede dell'archivio di Luigi Caccia Dominioni.

## Caratteristiche
L'edificio è sito in piazza Sant'Ambrogio di fronte all'omonima basilica, e risvolta con la facciata laterale verso via San Vittore.
La facciata principale, di quattro piani più il terreno, si caratterizza per la presenza di due loggiati al primo e al quarto piano che creano un gioco di luci e ombre con il resto della facciata, in parte intonacata in colore Terra di Siena, e in parte (al piano terreno e sugli angoli) rivestita in pietra. Quasi al centro della facciata si apre il portone, da quale si accede a un androne che conduce al cortile interno.
Nella breve facciata su via San Vittore, anch'essa rivestita in pietra, si aprono finestre fortemente sviluppate in altezza.
Gli appartamenti del palazzo sono collegati attraverso due scale di forma circolare, al cui centro sono posti gli ascensori.

### Fonti
- (IT, EN) Orsina Simona Pierini e Alessandro Isastia, Case milanesi 1923-1973. Cinquant'anni di architettura residenziale a Milano, fotografie di Stefano Topuntoli, Milano, Hoepli, 2017,  pp. 198-203, ISBN 978-88-203-8091-5.

### Testi di approfondimento
- Luigi Moretti, Una casa in piazza Sant'Ambrogio di Luigi Caccia Dominioni, in Spazio, n. 4, Roma, 1951,  pp. 82-84.